# Melanolepis vitifolia
Melanolepis vitifolia là một loài thực vật có hoa trong họ Đại kích. Loài này được (Kuntze) Gagnep. mô tả khoa học đầu tiên năm 1924 publ. 1925.